# 福岡インターチェンジ (福岡県)

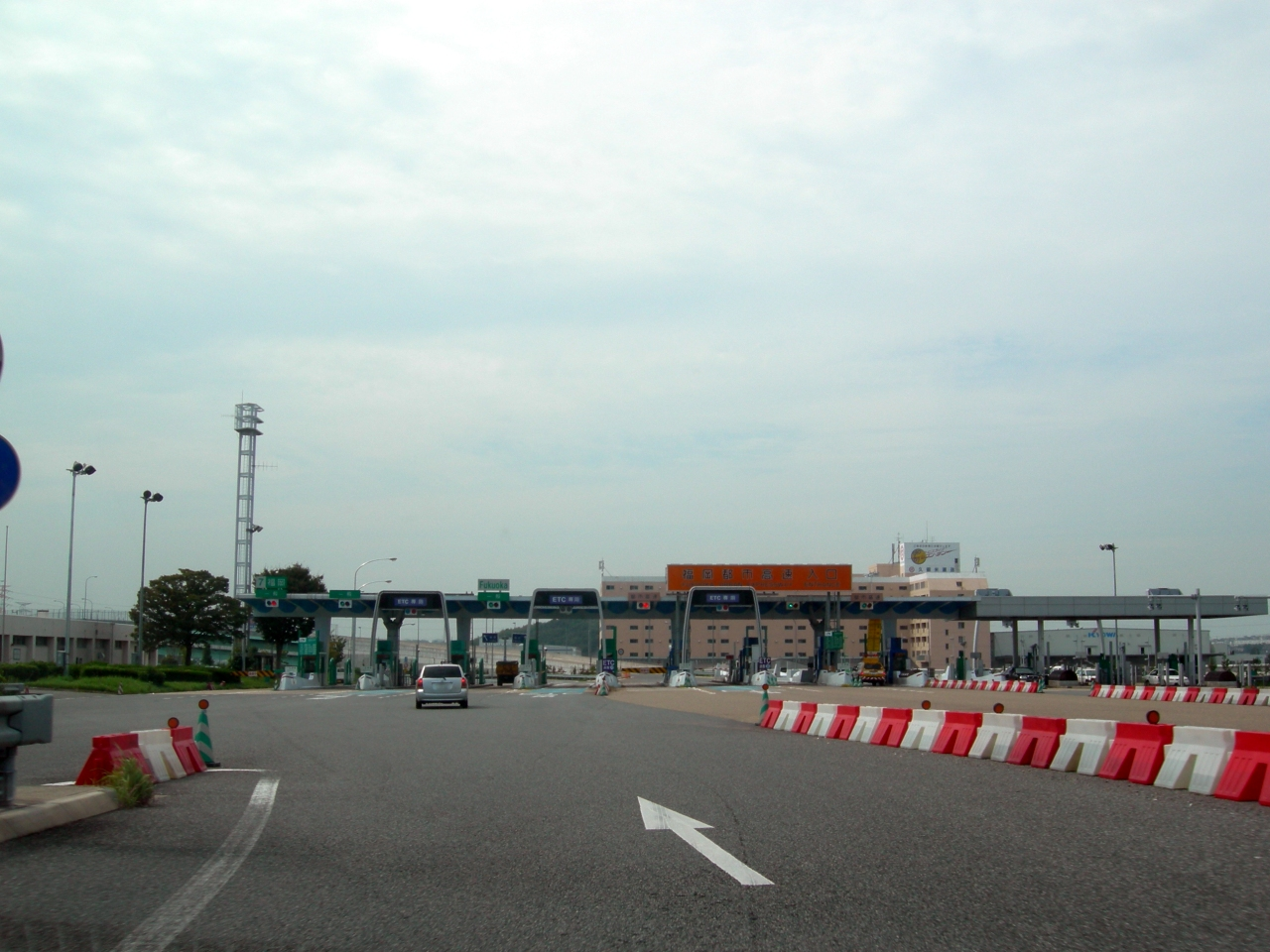
出口料金所をランプから眺める

福岡インターチェンジ（ふくおかインターチェンジ）は、福岡県福岡市東区と粕屋町にまたがる九州自動車道のインターチェンジと福岡高速4号粕屋線のジャンクションである。
北九州方面から福岡市内へ向う際に利便性が高い。また飯塚市の最寄りインターチェンジの一つである。

## 道路
- E3 九州自動車道（7番）

## 接続する道路
- 国道201号
- 福岡高速4号粕屋線（一般道=国道201号へは出られず、九州道との接続のみ）

国道201号を東に向かうと飯塚市、西に向かうと福岡市箱崎地区方面へアクセスできる。

## 歴史
- 1975年3月13日 : 開通

## 料金所
太宰府ICほどではないが、このICも北九州・本州方面と福岡市内を行き来する多くの高速バスやその他のマイカーなどに対応するため、レーンの数が多くなっている。
- ブース数：14

### 入口
- ブース数：5
  - ETC専用：3
  - 一般：2

### 出口（都市高速方面も含める）
- ブース数：9
  - ETC専用：４
  - 一般：５

## 周辺
- 福岡インター流通パーク
- 久留米運送福岡インター支店[1]
- 粕屋警察署
- 金子商店
- 新福岡郵便局
- 福岡市東部清掃工場
- トリアス久山
- 久山カントリー倶楽部
- 篠栗新四国八十八ヶ所霊場（南蔵院など）
- 八木山バイパス
- 八木山峠
- 篠栗九大の森
- 香椎宮
- 博多港

## バス停留所
かつてはバス停留所が併設されており、西鉄高速バスの北九州 - 久留米間の高速バスが停車していた。2016年3月25日限りで同路線が廃止され、現在は撤去、通行路は閉鎖されている。
隣接停留所
立花山BS - 福岡BS - 須恵BS

## 備考
- 当インターで福岡高速4号粕屋線へ乗り換えた場合、最初の一般道出口は貝塚出口となる（粕屋出入口・多の津出入口・松島出入口は箱崎埠頭方面にのみ接続するハーフICのため九州道方面からの一般道下車は不可）。

## 隣
E3 九州自動車道
(6) 古賀IC - (7) 福岡IC - (7-1) 須恵PA/スマートIC - (8) 太宰府IC
 福岡高速4号粕屋線
(403) 多の津出入口 - (404) 粕屋出入口 - (7) 福岡IC